# بیگ‌رضایی
بیگ‌رضایی،یا صیدایاز علیا روستایی از توابع بخش گووار شهرستان گیلانغرب در استان کرمانشاه ایران است.

## جمعیت
این روستا در دهستان گوآور قرار دارد و براساس آخرین سرشماری مرکز آمار ایران، در سال ۱۳۹۵، جمعیت آن ۵۳۰ نفر (۱۵۸ خانوار) بوده‌است.